# 交響曲第5番 (オネゲル)
交響曲第5番『三つのレ』（Symphonie n°5, Di tre re ）は、アルチュール・オネゲルが1947年にクーセヴィツキー財団の依頼を受け、1950年に作曲した最後の交響曲である。初演は1951年3月9日にシャルル・ミュンシュ指揮ボストン交響楽団により行われた。表題の『3つのレ』は、3つの楽章全てがレ（ニ）音で終わることに由来する。イタリア語で「3人の王」を意味する言葉遊びにも掛けている。セルゲイ・クーセヴィツキーの亡妻ナターリヤに献呈された。
依頼を受けた1947年にアメリカで狭心症の発作により倒れて以降、オネゲルは心身ともに優れず、創作意欲を失いつつある中で本作を完成させた。このため、本作は苦悩の色彩が強いものとなっている。本作以降完成したのは1953年の『クリスマス・カンタータ』のみであり、オネゲルは1955年に死去した。
第2楽章では「ある種の十二音技法を試みた」と作曲者本人が述べている。シェーンベルク流の厳密な十二音技法とは異なるが、12の音を均等に扱い、無調音楽に接近する試みがなされている。
このように普段十二音技法を使わない作曲家がある作品の一部において十二音技法（風の書法）を試みた例は、他にショスタコーヴィチの交響曲第15番、ストラヴィンスキーの『七重奏曲』、デュティユーの『メタボール』などがある。

## 楽器編成
ピッコロ、フルート3、オーボエ2、イングリッシュホルン、クラリネット2、バスクラリネット、ファゴット3、コントラファゴット、ホルン4、トランペット3、トロンボーン3、チューバ、ティンパニ（任意）、弦五部、

## 楽曲構成
- 第1楽章 Grave　
3/4拍子 重々しいコラールで始まり、厳しい表情が一貫して続く。
- 第2楽章 Allegretto 
3/8拍子 2つのトリオを持つスケルツォ風の楽章。第1ヴァイオリンとクラリネットが主題を提示した後、弦とファゴットがこの主題を繰り返す。
- 第3楽章 Allegro marcato　
4/4拍子 3本のトランペットが第1主題を提示する。ポリフォニーを駆使した激しい展開の後、力を落として静かに集結する。